# Olympische Sommerspiele 2020/Schwimmen – 400 m Lagen (Männer)
Der Wettkampf im 400-Meter-Lagenschwimmen der Männer bei den Olympischen Spielen 2020 in Tokio wurde vom 24. bis 25. Juli 2021 im Tokyo Aquatics Centre ausgetragen.

## Rekorde
Vor Beginn der Olympischen Spiele waren folgende Rekorde gültig.
| Weltrekord         | Michael Phelps | 4:03,84 min | Peking, China | 10. August 2008 |
| Olympischer Rekord | Michael Phelps | 4:03,84 min | Peking, China | 10. August 2008 |

## Ergebnisse

### Vorlauf
24. Juli 2021
| Platz | Vorlauf | Bahn | Name                  | Nation             | Zeit        | Anmerkung |
| ----- | ------- | ---- | --------------------- | ------------------ | ----------- | --------- |
| 1     | 4       | 6    | Brendon Smith         | Australien         | 4:09,26 min | Q, NR     |
| 2     | 3       | 3    | Lewis Clareburt       | Neuseeland         | 4:09,49 min | Q, NR     |
| 3     | 3       | 4    | Chase Kalisz          | Vereinigte Staaten | 4:09,65 min | Q         |
| 4     | 3       | 5    | Dávid Verrasztó       | Ungarn             | 4:09,80 min | Q         |
| 5     | 4       | 2    | Alberto Razzetti      | Italien            | 4:09,91 min | Q         |
| 6     | 4       | 5    | Jay Litherland        | Vereinigte Staaten | 4:09,91 min | Q         |
| 7     | 4       | 3    | Léon Marchand         | Frankreich         | 4:10,09 min | Q         |
| 8     | 3       | 6    | Max Litchfield        | Großbritannien     | 4:10,20 min | Q         |
| 9     | 4       | 4    | Daiya Seto            | Japan              | 4:10,52 min |           |
| 10    | 4       | 7    | Wang Shun             | China              | 4:10,63 min |           |
| 11    | 3       | 2    | Yuki Ikari            | Japan              | 4:12,08 min |           |
| 12    | 4       | 1    | Jacob Heidtmann       | Deutschland        | 4:12,09 min |           |
| 13    | 3       | 1    | Péter Bernek          | Ungarn             | 4:12,38 min |           |
| 14    | 3       | 7    | Apostolos Papastamos  | Griechenland       | 4:12,50 min |           |
| 15    | 2       | 4    | Joan Lluís Pons       | Spanien            | 4:12,67 min |           |
| 16    | 2       | 6    | Se-Bom Lee            | Australien         | 4:15,76 min |           |
| 17    | 2       | 5    | Arjan Knipping        | Niederlande        | 4:15,83 min |           |
| 18    | 2       | 2    | Maxim Stupin          | ROC                | 4:16,21 min |           |
| 19    | 4       | 8    | Pier Andrea Matteazzi | Italien            | 4:16,31 min |           |
| 20    | 1       | 5    | José Paulo Lopes      | Portugal           | 4:16,52 min |           |
| 21    | 3       | 8    | Brodie Williams       | Großbritannien     | 4:17,27 min |           |
| 22    | 2       | 8    | Jarod Arroyo          | Puerto Rico        | 4:17,46 min |           |
| 23    | 2       | 7    | Richard Nagy          | Slowakei           | 4:18,29 min |           |
| 24    | 1       | 4    | Tomas Peribonio       | Ecuador            | 4:18,73 min |           |
| 25    | 2       | 1    | Wang Hsing-hao        | Chinesisch Taipeh  | 4:19,06 min |           |
| 26    | 2       | 3    | Maksym Schemberew     | Aserbaidschan      | 4:19,40 min |           |
| 27    | 1       | 3    | Ron Polonsky          | Israel             | 4:21,50 min |           |
| 28    | 1       | 6    | Christoph Meier       | Liechtenstein      | 4:25,17 min |           |
| 29    | 1       | 2    | Louis Vega            | Kuba               | 4:27,65 min |           |

### Finale
25. Juli 2021
| Platz | Name             | Nation             | Zeit        | Anmerkung |
| ----- | ---------------- | ------------------ | ----------- | --------- |
| 1     | Chase Kalisz     | Vereinigte Staaten | 4:09,42 min |           |
| 2     | Jay Litherland   | Vereinigte Staaten | 4:10,28 min |           |
| 3     | Brendon Smith    | Australien         | 4:10,38 min |           |
| 4     | Dávid Verrasztó  | Ungarn             | 4:10,59 min |           |
| 4     | Max Litchfield   | Großbritannien     | 4:10,59 min |           |
| 6     | Léon Marchand    | Frankreich         | 4:11,16 min |           |
| 7     | Lewis Clareburt  | Neuseeland         | 4:11,22 min |           |
| 8     | Alberto Razzetti | Italien            | 4:11,32 min |           |